# Mojžíš Uherský
Přepodobný Mojžíš Uherský, též Mojsej Uhrín (asi 983 – 26. července 1043), je jeden z prvních slovenských světců. Je uctíván zejména u řeckokatolické a pravoslavné církve.

## Životopis
Mojžíš Uherský pocházel sice z východního Slovenska, ale působil na Kyjevské Rusi na dvoře knížete sv. Borise. Když kníže sv. Boris zahynul v bratrovražedném boji se Svatoplukem, Mojžíš se vrátil do Kyjeva a usiloval o jeho svržení. Nakonec se podařilo knížeti sv. Jaroslavu Moudrému Svatopluka vyhnat do Polska. Když byl však za pomoci polského panovníka Boleslava Chrabrého Svatopluk v roce 1018 dosazen na trůn, nechal Mojžíše uvěznit.
Podle legendy se Mojžíš v Polsku zalíbil významné ženě z bližšího okruhu Boleslava Chrabrého, která se za něj chtěla provdat. On to však odmítl, protože chtěl strávit svůj život v mnišství.
Jeho ostatky se dodnes nacházejí v katakombách svatého Antonína u kláštera Kyjevskopečerská lávra.